# Биркир Маур Сайварсон
Биркир Маур Сайварсон (на исландски: Birkir Már Sævarsson) е исландски професионален футболист, защитник, който понастоящем играе за шведския Хамарбю и националния отбор на Исландия.

## Клубна кариера
Може да играе на всеки пост в защита, но след сезон 2009 е използван предимно като ляв защитник. От 2009 до края на 2014 играе в норвежкия Бран. След преминаването си в Хамарбю, е използван като десен, централен и ляв защитник. Бързо се превръща и в любимец на феновете.

## Национален отбор
На 10 май 2016 г. излиза официалният състав на Исландия за Евро 2016, като Севарсон е част от този списък.